# American Caesar
American Caesar je sólové studiové album amerického zpěváka Iggyho Popa. Vydáno bylo v září roku 1993 společností Virgin Records a jeho producentem byl Malcolm Burn. Nahráno bylo ve studiích Kingsway Studio v New Orleans a Bearsville Studios v New Yorku. Kromě autorských písní obsahuje deska coververzi písně „Louie Louie“ z padesátých let.

## Seznam skladeb
| Pořadí | Název                | Autor                       | Délka |
| ------ | -------------------- | --------------------------- | ----- |
| 1.     | Character            | Iggy Pop, Eric Schermerhorn | 1:07  |
| 2.     | Wild America         | Pop, Schermerhorn           | 5:52  |
| 3.     | Mixin' the Colors    | Pop                         | 4:49  |
| 4.     | Jealousy             | Pop                         | 6:04  |
| 5.     | Hate                 | Pop                         | 6:56  |
| 6.     | It's Our Love        | Pop                         | 4:09  |
| 7.     | Plastic & Concrete   | Pop                         | 2:55  |
| 8.     | Fuckin' Alone        | Pop, Schermerhorn           | 4:56  |
| 9.     | Highway Song         | Pop                         | 3:44  |
| 10.    | Beside You           | Pop, Steve Jones            | 4:29  |
| 11.    | Sickness             | Pop                         | 3:15  |
| 12.    | Boogie Boy           | Pop                         | 4:53  |
| 13.    | Perforation Problems | Pop                         | 3:15  |
| 14.    | Social Life          | Pop                         | 4:12  |
| 15.    | Louie Louie          | Richard Berry               | 3:47  |
| 16.    | Caesar               | Pop, Schermerhorn           | 7:09  |
| 17.    | Girls of N.Y.        | Pop                         | 4:15  |

## Obsazení
- Iggy Pop – zpěv, kytara
- Eric Schermerhorn – kytara
- Malcolm Burn – kytara, klávesy, harmonika
- Hal Cragin – baskytara
- Larry Mullins – bicí, perkuse
- Jay Joyce – kytara
- Bill Dillon – kytara
- Darryl Johnson – perkuse
- Henry Rollins – doprovodné vokály
- Katell Keineg – doprovodné vokály
- Lisa Germano – doprovodné vokály